# Chiesa di San Lorenzo Martire (Vignole Borbera)
La chiesa di San Lorenzo Martire è la parrocchiale di Vignole Borbera, in provincia di Alessandria e diocesi di Tortona; fa parte del vicariato di Arquata-Serravalle.

## Storia
Nel Cinquecento in paese esistevano due oratori dedicati rispettivamente a San Lorenzo e a San Giacomo, che dipendevano dalla parrocchia di Precipiano.
Il primo dei due venne soppresso e demolito nel 1576 e i suoi materiali furono riutilizzati per ingrandire il secondo.
La nuova chiesa barocca venne costruita tra il 1786 e il 1792.
Nel 1972 la parrocchiale fu adeguata alle norme postconciliari e tra il 2013 e il 2015 venne condotto un intervento di restauro del campanile e di rifacimento della copertura.

## Descrizione

### Esterno
La facciata a capanna della chiesa, rivolta a ponente e coronata dal timpano mistilineo, presenta centralmente il portale d'ingresso architravato, un affresco con soggetto San Lorenzo e una finestra, mentre ai lati vi sono due coppie di lesene binate sorreggenti la trabeazione spezzata, aggettante e modanata.
Annesso alla parrocchiale è il campanile a base quadrata, suddiviso in registri da cornici marcapiano; la cella presenta su ogni lato una monofora ed è coronata dalla cupoletta a cipolla poggiante sull'alto tamburo.

### Interno
L'interno dell'edificio si compone di un'unica navata, sulla quale si affacciano le bracci del transetto e le cappellette laterali e le cui pareti sono scandite da lesene sorreggenti la trabeazione sopra la quale si imposta la volta; al termine dell'aula si sviluppa il presbiterio, rialzato di quattro gradini e chiuso dall'abside semicircolare.